# The Prophecy 3: The Ascent
The Prophecy 3: The Ascent (no Brasil, Anjos Rebeldes 3 - O Ascendente) é um filme estadunidense, lançado no ano de 2000 diretamente em vídeo. É a segunda sequência do filme The Prophecy.

## Elenco
- Christopher Walken como Gabriel
- Vincent Spano como Zophael
- Dave Buzzotta como Danyael
- Kayren Butler como Maggie
- Steve Hytner como Joseph
- Brad Dourif como Zealot
- Scott Cleverdon como Pyriel
- Jack McGee como detetive
- Sandra Ellis Lafferty como Madge
- Mark Prince Edwards como Donut Guy
- Tyrone Tann como Kyle
- Moriah 'Shining Dove' Snyder como Mary
- J.D. Rosen como Tail Man
- William Stanford Davis como Portly Coroner
- Drew Swaine como Young Danyael